# Goniothalamus tapisoides
Goniothalamus tapisoides är en kirimojaväxtart som beskrevs av Mat-salleh. Goniothalamus tapisoides ingår i släktet Goniothalamus och familjen kirimojaväxter. Inga underarter finns listade i Catalogue of Life.